# سوآنیرانا ایوونگو
سوآنیرانا ایوونگو (به لاتین: Soanierana Ivongo) یک منطقهٔ مسکونی در ماداگاسکار است که در آنالانجیروفو واقع شده‌است. سوآنیرانا ایوونگو ۲۰۳ کیلومتر مربع مساحت و ۲۶٬۹۹۰ نفر جمعیت دارد و ۱۱ متر بالاتر از سطح دریا واقع شده‌است.